# Lobelia flaccida
Lobelia flaccida är en klockväxtart som först beskrevs av Karel Presl, och fick sitt nu gällande namn av A.Dc. Lobelia flaccida ingår i släktet lobelior, och familjen klockväxter.

## Underarter
Arten delas in i följande underarter:
- L. f. flaccida
- L. f. granvikii
- L. f. mossiana